# 임훈 갈천문집 목판 및 임운 첨모당문집 목판
임훈 갈천문집 목판 및 임운 첨모당문집 목판(林薰 葛川文集 木板 및 林芸 瞻慕堂文集 木板)은 대한민국 경상남도 거창군에 있는, 조선시대 갈천 임훈(1500~1584)과 첨모당 임운(1517~1572)의 문집을 간행하기 위해 만든 책판이다.
1979년 12월 29일 경상남도의 유형문화재 제168호 갈천선생문집책판 및 첨모당선생문집책판으로 지정되었다가, 2018년 12월 20일 현재의 명칭으로 변경되었다.

## 개요
이곳에는 갈천 임훈(1500~1584)과 첨모당 임운(1517~1572)의 문집을 간행하기 위해 만든 책판 177매가 보관되어 있다. 두 문집은 1665년(현종 6년)에 그의 후손이 편집하여 간행하였으며, 송시열이 서문을 썼다.
4권 2책으로 구성된 <갈천집>에는 선생이 쓴 시를 비롯하여 상소문과 잡문 등 다양한 글이 실려 있다. 그 중에서 "언양진폐소"는 선생이 언양현감으로 있을 때 고을의 어려운 실정을 조정에 보고하고 해결을 촉구한 글로, 가혹한 세금 때문에 고통 받는 농민의 생활상을 호소하고 있어 당시 언양 지역의 사회 실정을 생생히 전해주고 있다. 3권 2책으로 구성된 <첨모당 문집>역시 시와 문장 등 다양한 글이 실려 있으며, 특히 유학을 장려하고 불교를 배척하는 글을 실어 조선시대의 사상적 경향을 잘 전해주고 있다. 두 문집에는 또한 지역 사회에 관한 글들이 다수 실려 있어, 거창 지역의 역사를 연구하는데 귀중한 자료라고 할 수 있다.

## 참고 문헌
- 임훈 갈천문집 목판 및 임운 첨모당문집 목판 - 국가유산청 국가유산포털